# Mortierella pilulifera
Mortierella pilulifera är en svampart som beskrevs av Tiegh. 1875. Mortierella pilulifera ingår i släktet Mortierella och familjen Mortierellaceae.   Inga underarter finns listade i Catalogue of Life.